# 尹錫湖
尹錫湖（韓語：윤석호，1957年6月4日—），韓國電視劇導演，代表作為電視劇包括《秋日童話》、《冬季戀歌》、《夏日香氣》、《春天華爾茲》。

## 經歷
早期是音樂人出身，1985年進入KBS電視台從事電視劇製作，從小助理做起，也學習編劇、剪接。憑藉《秋日童話》、《冬季戀歌》奠定了自己風格與地位，並打造出裴勇浚、崔智友、宋承憲、宋慧喬等多位韓流明星。這波韓流帶動了韓國經濟，賺進大筆可觀的外匯，也因此在2004年受到盧武鉉總統的公開表揚。

## 個人生活
2009年，尹錫湖與小自己13歲的韓服設計師韓慧秀（한혜수）結婚。

## 作品列表

### 電視劇
- 1994年：KBS《Feeling!》
- 1996年：KBS《顏色》
- 1997年：KBS《Proposal》
- 1997年：KBS《婚紗》
- 1998年：KBS《四個男女四種愛》
- 1999年：KBS《最愛是誰》
- 2000年：KBS《秋日童話》
- 2002年：KBS《冬季戀歌》
- 2003年：KBS《夏日香氣》
- 2006年：KBS《春日華爾滋》
- 2012年：KBS《愛情雨》

### 電影
- 2018年：《風吹心頭》

## 腳註
1. ↑  韓劇吸金百億 韓總統表揚 的存檔，存档日期2005-04-27.
2. ↑  勇樣窮緊張 崔智友零食王 的存檔，存档日期2010-12-03.
3. ↑  .   [2014-01-03]. （原始内容存档于2014-01-04）.

## 外部連結
- NAVER （页面存档备份，存于）
- Daum （页面存档备份，存于）